# Harpesaurus beccarii
Harpesaurus beccarii là một loài thằn lằn trong họ Agamidae. Loài này được Doria mô tả khoa học đầu tiên năm 1888.